# Langlaufen op de Olympische Winterspelen 2014 - Estafette vrouwen
De 4×5 kilometer estafette voor vrouwen tijdens de Olympische Winterspelen 2014 vond plaats op 15 februari 2014 in het Laura langlauf & biatloncentrum in Krasnaja Poljana. Regerend olympisch kampioen was Noorwegen.
De eerste twee lopers van elk team werkten vijf kilometer af in de klassieke stijl, de nummers drie en vier liepen in de vrije stijl.

## Tijdschema
| Datum       | Lokale tijd | MET   |
| ----------- | ----------- | ----- |
| 15 februari | 14:00       | 11:00 |

## Uitslag
| #      | Bib | Land Namen                                                                           | Tijd                                    | Verschil |
| ------ | --- | ------------------------------------------------------------------------------------ | --------------------------------------- | -------- |
| Goud   | 2   | Zweden Ida Ingemarsdotter Emma Wikén Anna Haag Charlotte Kalla                       | 53:02.7 14:09.8 14:02.3 12:40.2 12:10.4 | —        |
| Zilver | 5   | Finland Anne Kyllönen Aino-Kaisa Saarinen Kerttu Niskanen Krista Lähteenmäki         | 53:03.2 14:21.2 13:51.3 12:14.4 12:36.6 | +0.5     |
| Brons  | 7   | Duitsland Nicole Fessel Stefanie Böhler Claudia Nystad Denise Herrmann               | 53:03.6 14:13.4 13:59.9 12:19.1 12:31.2 | +0.9     |
| 4      | 6   | Frankrijk Aurore Jéan Célia Aymonier Anouk Faivre Picon Coraline Hugue               | 53:47.7 14:12.1 14:13.8 12:34.5 12:47.3 | +45.0    |
| 5      | 1   | Noorwegen Heidi Weng Therese Johaug Astrid Uhrenholdt Jacobsen Marit Bjørgen         | 53:56.3 14:12.0 14:13.5 12:34.5 12:56.3 | +53.6    |
| 6      | 3   | Rusland Joelia Ivanova Olga Koezjoekova Natalja Zjoekova Joelia Tsjekaleva           | 54:06.3 14:05.5 14:37.2 12:34.9 12:48.7 | +1:03.6  |
| 7      | 9   | Polen Kornelia Kubińska Justyna Kowalczyk Sylwia Jaśkowiec Paulina Maciuszek         | 54:38.9 14:37.4 13:47.7 12:34.2 13:39.6 | +1:36.2  |
| 8      | 8   | Italië Virginia De Martin Topranin Elisa Brocard Marina Piller Ilaria Debertolis     | 55:19.9 14:26.9 14:49.4 12:43.9 13:20.7 | +2:17.2  |
| 9      | 4   | Verenigde Staten Kikkan Randall Sadie Bjornsen Elizabeth Stephen Jessica Diggins     | 55:33.4 14:45.2 14:31.8 12:48.2 13:32.2 | +2:30.7  |
| 10     | 12  | Tsjechië Eva Vrabcová-Nývltová Karolína Grohová Petra Nováková Klára Moravcová       | 56:29.8 14:06.1 15:25.3 13:06.4 13:52.0 | +3:27.1  |
| 11     | 13  | Slovenië Alenka Čebašek Katja Višnar Barbara Jezeršek Vesna Fabjan                   | 56:37.0 14:18.2 15:39.1 12:56.1 13:43.6 | +3:34.3  |
| 12     | 10  | Oekraïne Tetyana Antypenko Valentyna Sjevtsjenko Maryna Antsybor Kateryna Grygorenko | 56:56.1 15:10.6 14:55.4 13:01.7 13:48.4 | +3:53.4  |
| 13     | 11  | Oostenrijk Katerina Smutna Nathalie Schwarz Teresa Stadlober Veronika Mayerhofer     | 57:04.7 14:20.3 15:36.8 13:08.7 13:58.9 | +4:02.0  |
| 14     | 14  | Canada Perianne Jones Daria Gaiazova Emily Nishikawa Brittany Webster                | 59:13.6 15:50.9 15:09.5 13:27.3 14:52.9 | +6:10.9  |